# Sibiu Cycling Tour 2019
La Sibiu Cycling Tour 2019, 9a edició de la Sibiu Cycling Tour, es disputà entre el 3 i el 7 de juliol de 2019 sobre un recorregut de 686,5 km repartits entre un pròleg inicial i quatre etapes, amb inici i final a Sibiu. La cursa formava part del calendari de l'UCI Europa Tour 2019, amb una categoria 2.1.
El vencedor final fou el costa-riqueny Kevin Rivera (Androni Giocattoli-Sidermec), que s'imposà per davant del colombià Daniel Muñoz (Androni Giocattoli-Sidermec) i el croata Radoslav Rogina (Adria Mobil).

## Equips
L'organització convidà a prendre part en la cursa a dos equips continentals professionals, quinze equips continentals i dues seleccions nacionals:
| Equips continentals professionals (2)- Androni Giocattoli-Sidermec - Gazprom-RusVelo Equips continentals (15)- Team Novak - Giotti Victoria-Palomar - Monkey Town-à Bloc CT - CCC Development Team - Pannon - Akros-Thömus - Elkov-Author - Adria Mobil - Cycling Team Friuli - Sangemini-Trevigiani-MG.Kvis - Massi Vivo-Grupo Oresy - D'Amico-UM Tools - 303Project - Lokosphinx - Amore & Vita-Prodir Equips nacionals (2)- Romania - Ucraïna |
| |

## Etapes
| Etapa    | Data     | Ciutats d'etapa    | type                      | Distància (km) | Vencedor de l'etapa  | Líder de la general  |
| -------- | -------- | ------------------ | ------------------------- | -------------- | -------------------- | -------------------- |
| Pròleg   | 3 de jul | Sibiu – Sibiu      | contrarellotge individual | 2,5            | Ivar Slik            | Ivar Slik            |
| 1a etapa | 4 de jul | Sibiu – Sibiu      | etapa de mitja muntanya   | 191,8          | Justin Paroz         | Justin Paroz         |
| 2a etapa | 5 de jul | Sibiu – Llac Bâlea | etapa de muntanya         | 163,3          | Kevin Rivera Serrano | Kevin Rivera Serrano |
| 3a etapa | 6 de jul | Sibiu – Păltiniș   | etapa de muntanya         | 159,4          | Marco Tizza          | Kevin Rivera Serrano |
| 4a etapa | 7 de jul | Sibiu – Sibiu      | etapa accidentada         | 169,5          | Riccardo Stacchiotti | Kevin Rivera Serrano |

### Pròleg
| \| Classificació de l'etapa \| Classificació de l'etapa \| Classificació de l'etapa \| Classificació de l'etapa \| Classificació de l'etapa \| \| Corredor \| Corredor \| Equip \| Temps \| \| \| ------------------------ \| ------------------------ \| --------------------------- \| ------------------------ \| ------------------------ \| \| 1r \| Ivar Slik \| Monkey Town-À Bloc CT \| 3' 26" \| \| \| 2n \| Riccardo Stacchiotti \| Giotti Victoria-Palomar \| + 2" \| \| \| 3r \| Matteo Pelucchi \| Androni Giocattoli-Sidermec \| + 3" \| \| \| 4t \| Antoine Aebi \| Akros-Thömus \| + 4" \| \| \| 5è \| Joel Suter \| Akros-Thömus \| + 4" \| \| \| 6è \| Nico Selenati \| Akros-Thömus \| + 4" \| \| \| 7è \| Rick Pluimers \| Monkey Town-À Bloc CT \| + 5" \| \| \| 8è \| Mel Van Der Veekens \| Monkey Town-À Bloc CT \| + 7" \| \| \| 9è \| František Sisr \| Elkov-Author \| + 7" \| \| \| 10è \| Michael Kukrle \| Elkov-Author \| + 7" \| \| |                      |                             |        |
| |                      |                             |        |
| |                      |                             |        |
| Classificació de l'etapa |                      |                             |        |
| Corredor | Corredor             | Equip                       | Temps  |
| 1r | Ivar Slik            | Monkey Town-À Bloc CT       | 3' 26" |
| 2n | Riccardo Stacchiotti | Giotti Victoria-Palomar     | + 2"   |
| 3r | Matteo Pelucchi      | Androni Giocattoli-Sidermec | + 3"   |
| 4t | Antoine Aebi         | Akros-Thömus                | + 4"   |
| 5è | Joel Suter           | Akros-Thömus                | + 4"   |
| 6è | Nico Selenati        | Akros-Thömus                | + 4"   |
| 7è | Rick Pluimers        | Monkey Town-À Bloc CT       | + 5"   |
| 8è | Mel Van Der Veekens  | Monkey Town-À Bloc CT       | + 7"   |
| 9è | František Sisr       | Elkov-Author                | + 7"   |
| 10è | Michael Kukrle       | Elkov-Author                | + 7"   |

| \| Classificació general \| Classificació general \| Classificació general \| Classificació general \| Classificació general \| \| Corredor \| Corredor \| Equip \| Temps \| \| \| --------------------- \| --------------------- \| --------------------------- \| --------------------- \| --------------------- \| \| 1r \| Ivar Slik \| Monkey Town-À Bloc CT \| 3' 26" \| \| \| 2n \| Riccardo Stacchiotti \| Giotti Victoria-Palomar \| + 2" \| \| \| 3r \| Matteo Pelucchi \| Androni Giocattoli-Sidermec \| + 3" \| \| \| 4t \| Antoine Aebi \| Akros-Thömus \| + 4" \| \| \| 5è \| Joel Suter \| Akros-Thömus \| + 4" \| \| \| 6è \| Nico Selenati \| Akros-Thömus \| + 4" \| \| \| 7è \| Rick Pluimers \| Monkey Town-À Bloc CT \| + 5" \| \| \| 8è \| Mel Van Der Veekens \| Monkey Town-À Bloc CT \| + 7" \| \| \| 9è \| František Sisr \| Elkov-Author \| + 7" \| \| \| 10è \| Michael Kukrle \| Elkov-Author \| + 7" \| \| |                      |                             |        |
| |                      |                             |        |
| |                      |                             |        |
| Classificació general |                      |                             |        |
| Corredor | Corredor             | Equip                       | Temps  |
| 1r | Ivar Slik            | Monkey Town-À Bloc CT       | 3' 26" |
| 2n | Riccardo Stacchiotti | Giotti Victoria-Palomar     | + 2"   |
| 3r | Matteo Pelucchi      | Androni Giocattoli-Sidermec | + 3"   |
| 4t | Antoine Aebi         | Akros-Thömus                | + 4"   |
| 5è | Joel Suter           | Akros-Thömus                | + 4"   |
| 6è | Nico Selenati        | Akros-Thömus                | + 4"   |
| 7è | Rick Pluimers        | Monkey Town-À Bloc CT       | + 5"   |
| 8è | Mel Van Der Veekens  | Monkey Town-À Bloc CT       | + 7"   |
| 9è | František Sisr       | Elkov-Author                | + 7"   |
| 10è | Michael Kukrle       | Elkov-Author                | + 7"   |

### 1a etapa
| \| Classificació de l'etapa \| Classificació de l'etapa \| Classificació de l'etapa \| Classificació de l'etapa \| Classificació de l'etapa \| \| Corredor \| Corredor \| Equip \| Temps \| \| \| ------------------------ \| ------------------------ \| ----------------------------- \| ------------------------ \| ------------------------ \| \| 1r \| Justin Paroz \| Akros-Thömus \| 4h 46' 27" \| \| \| 2n \| Aleksandr Smirnov \| Lokosphinx \| + 1' 50" \| \| \| 3r \| Paolo Totò \| Unieuro Trevigiani-Hemus 1896 \| + 1' 50" \| \| \| 4t \| Nico Selenati \| Akros-Thömus \| + 1' 50" \| \| \| 5è \| František Sisr \| Elkov-Author \| + 1' 50" \| \| \| 6è \| Michał Paluta \| CCC Development \| + 1' 50" \| \| \| 7è \| Dominik Neumann \| Elkov-Author \| + 1' 50" \| \| \| 8è \| Jacopo Mosca \| D'Amico UM Tools \| + 1' 50" \| \| \| 9è \| Pierpaolo Ficara \| Amore & Vita-Prodir \| + 1' 50" \| \| \| 10è \| Michal Schlegel \| Elkov-Author \| + 1' 50" \| \| |                   |                               |            |
| |                   |                               |            |
| |                   |                               |            |
| Classificació de l'etapa |                   |                               |            |
| Corredor | Corredor          | Equip                         | Temps      |
| 1r | Justin Paroz      | Akros-Thömus                  | 4h 46' 27" |
| 2n | Aleksandr Smirnov | Lokosphinx                    | + 1' 50"   |
| 3r | Paolo Totò        | Unieuro Trevigiani-Hemus 1896 | + 1' 50"   |
| 4t | Nico Selenati     | Akros-Thömus                  | + 1' 50"   |
| 5è | František Sisr    | Elkov-Author                  | + 1' 50"   |
| 6è | Michał Paluta     | CCC Development               | + 1' 50"   |
| 7è | Dominik Neumann   | Elkov-Author                  | + 1' 50"   |
| 8è | Jacopo Mosca      | D'Amico UM Tools              | + 1' 50"   |
| 9è | Pierpaolo Ficara  | Amore & Vita-Prodir           | + 1' 50"   |
| 10è | Michal Schlegel   | Elkov-Author                  | + 1' 50"   |

| \| Classificació general \| Classificació general \| Classificació general \| Classificació general \| Classificació general \| \| Corredor \| Corredor \| Equip \| Temps \| \| \| --------------------- \| --------------------- \| --------------------------- \| --------------------- \| --------------------- \| \| 1r \| Justin Paroz \| Akros-Thömus \| 4h 49' 53" \| \| \| 2n \| Riccardo Stacchiotti \| Giotti Victoria-Palomar \| + 1' 48" \| \| \| 3r \| Ivar Slik \| Monkey Town-À Bloc CT \| + 1' 50" \| \| \| 4t \| Joel Suter \| Akros-Thömus \| + 1' 52" \| \| \| 5è \| Nico Selenati \| Akros-Thömus \| + 1' 52" \| \| \| 6è \| Matteo Pelucchi \| Androni Giocattoli-Sidermec \| + 1' 53" \| \| \| 7è \| Antoine Aebi \| Akros-Thömus \| + 1' 54" \| \| \| 8è \| Rick Pluimers \| Monkey Town-À Bloc CT \| + 1' 55" \| \| \| 9è \| Mel Van Der Veekens \| Monkey Town-À Bloc CT \| + 1' 57" \| \| \| 10è \| František Sisr \| Elkov-Author \| + 1' 57" \| \| |                      |                             |            |
| |                      |                             |            |
| |                      |                             |            |
| Classificació general |                      |                             |            |
| Corredor | Corredor             | Equip                       | Temps      |
| 1r | Justin Paroz         | Akros-Thömus                | 4h 49' 53" |
| 2n | Riccardo Stacchiotti | Giotti Victoria-Palomar     | + 1' 48"   |
| 3r | Ivar Slik            | Monkey Town-À Bloc CT       | + 1' 50"   |
| 4t | Joel Suter           | Akros-Thömus                | + 1' 52"   |
| 5è | Nico Selenati        | Akros-Thömus                | + 1' 52"   |
| 6è | Matteo Pelucchi      | Androni Giocattoli-Sidermec | + 1' 53"   |
| 7è | Antoine Aebi         | Akros-Thömus                | + 1' 54"   |
| 8è | Rick Pluimers        | Monkey Town-À Bloc CT       | + 1' 55"   |
| 9è | Mel Van Der Veekens  | Monkey Town-À Bloc CT       | + 1' 57"   |
| 10è | František Sisr       | Elkov-Author                | + 1' 57"   |

### 2a etapa
| \| Classificació de l'etapa \| Classificació de l'etapa \| Classificació de l'etapa \| Classificació de l'etapa \| Classificació de l'etapa \| \| Corredor \| Corredor \| Equip \| Temps \| \| \| ------------------------ \| ------------------------ \| --------------------------- \| ------------------------ \| ------------------------ \| \| 1r \| Kevin Rivera Serrano \| Androni Giocattoli-Sidermec \| 4h 28' 23" \| \| \| 2n \| Daniel Muñoz \| Androni Giocattoli-Sidermec \| + 5" \| \| \| 3r \| Radoslav Rogina \| Adria Mobil \| + 5" \| \| \| 4t \| Serghei Țvetcov \| Floyd's Pro Cycling \| + 40" \| \| \| 5è \| Ildar Arslànov \| Gazprom-RusVelo \| + 40" \| \| \| 6è \| Pierpaolo Ficara \| Amore & Vita-Prodir \| + 45" \| \| \| 7è \| Michal Schlegel \| Elkov-Author \| + 48" \| \| \| 8è \| Mattia Bais \| Cycling Team Friuli \| + 48" \| \| \| 9è \| Danilo Celano \| Amore & Vita-Prodir \| + 1' 08" \| \| \| 10è \| Marco Tizza \| Amore & Vita-Prodir \| + 1' 15" \| \| |                      |                             |            |
| |                      |                             |            |
| |                      |                             |            |
| Classificació de l'etapa |                      |                             |            |
| Corredor | Corredor             | Equip                       | Temps      |
| 1r | Kevin Rivera Serrano | Androni Giocattoli-Sidermec | 4h 28' 23" |
| 2n | Daniel Muñoz         | Androni Giocattoli-Sidermec | + 5"       |
| 3r | Radoslav Rogina      | Adria Mobil                 | + 5"       |
| 4t | Serghei Țvetcov      | Floyd's Pro Cycling         | + 40"      |
| 5è | Ildar Arslànov       | Gazprom-RusVelo             | + 40"      |
| 6è | Pierpaolo Ficara     | Amore & Vita-Prodir         | + 45"      |
| 7è | Michal Schlegel      | Elkov-Author                | + 48"      |
| 8è | Mattia Bais          | Cycling Team Friuli         | + 48"      |
| 9è | Danilo Celano        | Amore & Vita-Prodir         | + 1' 08"   |
| 10è | Marco Tizza          | Amore & Vita-Prodir         | + 1' 15"   |

| \| Classificació general \| Classificació general \| Classificació general \| Classificació general \| Classificació general \| \| Corredor \| Corredor \| Equip \| Temps \| \| \| --------------------- \| --------------------- \| --------------------------- \| --------------------- \| --------------------- \| \| 1r \| Kevin Rivera Serrano \| Androni Giocattoli-Sidermec \| 9h 20' 17" \| \| \| 2n \| Daniel Muñoz \| Androni Giocattoli-Sidermec \| + 17" \| \| \| 3r \| Justin Paroz \| Akros-Thömus \| + 24" \| \| \| 4t \| Radoslav Rogina \| Adria Mobil \| + 41" \| \| \| 5è \| Serghei Țvetcov \| Floyd's Pro Cycling \| + 42" \| \| \| 6è \| Ildar Arslànov \| Gazprom-RusVelo \| + 43" \| \| \| 7è \| Pierpaolo Ficara \| Amore & Vita-Prodir \| + 50" \| \| \| 8è \| Michal Schlegel \| Elkov-Author \| + 53" \| \| \| 9è \| Mattia Bais \| Cycling Team Friuli \| + 1' 00" \| \| \| 10è \| Alessandro Bisolti \| Androni Giocattoli-Sidermec \| + 1' 18" \| \| |                      |                             |            |
| |                      |                             |            |
| |                      |                             |            |
| Classificació general |                      |                             |            |
| Corredor | Corredor             | Equip                       | Temps      |
| 1r | Kevin Rivera Serrano | Androni Giocattoli-Sidermec | 9h 20' 17" |
| 2n | Daniel Muñoz         | Androni Giocattoli-Sidermec | + 17"      |
| 3r | Justin Paroz         | Akros-Thömus                | + 24"      |
| 4t | Radoslav Rogina      | Adria Mobil                 | + 41"      |
| 5è | Serghei Țvetcov      | Floyd's Pro Cycling         | + 42"      |
| 6è | Ildar Arslànov       | Gazprom-RusVelo             | + 43"      |
| 7è | Pierpaolo Ficara     | Amore & Vita-Prodir         | + 50"      |
| 8è | Michal Schlegel      | Elkov-Author                | + 53"      |
| 9è | Mattia Bais          | Cycling Team Friuli         | + 1' 00"   |
| 10è | Alessandro Bisolti   | Androni Giocattoli-Sidermec | + 1' 18"   |

### 3a etapa
| \| Classificació de l'etapa \| Classificació de l'etapa \| Classificació de l'etapa \| Classificació de l'etapa \| Classificació de l'etapa \| \| Corredor \| Corredor \| Equip \| Temps \| \| \| ------------------------ \| ------------------------ \| --------------------------- \| ------------------------ \| ------------------------ \| \| 1r \| Marco Tizza \| Amore & Vita-Prodir \| 4h 16' 04" \| \| \| 2n \| Attila Valter \| CCC Development \| + 0" \| \| \| 3r \| Michal Schlegel \| Elkov-Author \| + 5" \| \| \| 4t \| Mattia Bais \| Cycling Team Friuli \| + 4" \| \| \| 5è \| Daniel Muñoz \| Androni Giocattoli-Sidermec \| + 9" \| \| \| 6è \| Kevin Rivera Serrano \| Androni Giocattoli-Sidermec \| + 9" \| \| \| 7è \| Ildar Arslànov \| Gazprom-RusVelo \| + 9" \| \| \| 8è \| Radoslav Rogina \| Adria Mobil \| + 9" \| \| \| 9è \| Pierpaolo Ficara \| Amore & Vita-Prodir \| + 9" \| \| \| 10è \| Serghei Țvetcov \| Floyd's Pro Cycling \| + 9" \| \| |                      |                             |            |
| |                      |                             |            |
| |                      |                             |            |
| Classificació de l'etapa |                      |                             |            |
| Corredor | Corredor             | Equip                       | Temps      |
| 1r | Marco Tizza          | Amore & Vita-Prodir         | 4h 16' 04" |
| 2n | Attila Valter        | CCC Development             | + 0"       |
| 3r | Michal Schlegel      | Elkov-Author                | + 5"       |
| 4t | Mattia Bais          | Cycling Team Friuli         | + 4"       |
| 5è | Daniel Muñoz         | Androni Giocattoli-Sidermec | + 9"       |
| 6è | Kevin Rivera Serrano | Androni Giocattoli-Sidermec | + 9"       |
| 7è | Ildar Arslànov       | Gazprom-RusVelo             | + 9"       |
| 8è | Radoslav Rogina      | Adria Mobil                 | + 9"       |
| 9è | Pierpaolo Ficara     | Amore & Vita-Prodir         | + 9"       |
| 10è | Serghei Țvetcov      | Floyd's Pro Cycling         | + 9"       |

| \| Classificació general \| Classificació general \| Classificació general \| Classificació general \| Classificació general \| \| Corredor \| Corredor \| Equip \| Temps \| \| \| --------------------- \| --------------------- \| --------------------------- \| --------------------- \| --------------------- \| \| 1r \| Kevin Rivera Serrano \| Androni Giocattoli-Sidermec \| 13h 36' 30" \| \| \| 2n \| Daniel Muñoz \| Androni Giocattoli-Sidermec \| + 17" \| \| \| 3r \| Radoslav Rogina \| Adria Mobil \| + 40" \| \| \| 4t \| Serghei Țvetcov \| Floyd's Pro Cycling \| + 42" \| \| \| 5è \| Ildar Arslànov \| Gazprom-RusVelo \| + 43" \| \| \| 6è \| Michal Schlegel \| Elkov-Author \| + 44" \| \| \| 7è \| Pierpaolo Ficara \| Amore & Vita-Prodir \| + 50" \| \| \| 8è \| Mattia Bais \| Cycling Team Friuli \| + 1' 00" \| \| \| 9è \| Marco Tizza \| Amore & Vita-Prodir \| + 1' 01" \| \| \| 10è \| Attila Valter \| CCC Development \| + 1' 07" \| \| |                      |                             |             |
| |                      |                             |             |
| |                      |                             |             |
| Classificació general |                      |                             |             |
| Corredor | Corredor             | Equip                       | Temps       |
| 1r | Kevin Rivera Serrano | Androni Giocattoli-Sidermec | 13h 36' 30" |
| 2n | Daniel Muñoz         | Androni Giocattoli-Sidermec | + 17"       |
| 3r | Radoslav Rogina      | Adria Mobil                 | + 40"       |
| 4t | Serghei Țvetcov      | Floyd's Pro Cycling         | + 42"       |
| 5è | Ildar Arslànov       | Gazprom-RusVelo             | + 43"       |
| 6è | Michal Schlegel      | Elkov-Author                | + 44"       |
| 7è | Pierpaolo Ficara     | Amore & Vita-Prodir         | + 50"       |
| 8è | Mattia Bais          | Cycling Team Friuli         | + 1' 00"    |
| 9è | Marco Tizza          | Amore & Vita-Prodir         | + 1' 01"    |
| 10è | Attila Valter        | CCC Development             | + 1' 07"    |

### 4a etapa
| \| Classificació de l'etapa \| Classificació de l'etapa \| Classificació de l'etapa \| Classificació de l'etapa \| Classificació de l'etapa \| \| Corredor \| Corredor \| Equip \| Temps \| \| \| ------------------------ \| ------------------------ \| ----------------------------- \| ------------------------ \| ------------------------ \| \| 1r \| Riccardo Stacchiotti \| Giotti Victoria-Palomar \| 3h 52' 54" \| \| \| 2n \| Gašper Katrašnik \| Adria Mobil \| + 0" \| \| \| 3r \| František Sisr \| Elkov-Author \| + 0" \| \| \| 4t \| Michał Paluta \| CCC Development \| + 0" \| \| \| 5è \| Ivar Slik \| Monkey Town-À Bloc CT \| + 0" \| \| \| 6è \| Leonardo Bonifazio \| Unieuro Trevigiani-Hemus 1896 \| + 0" \| \| \| 7è \| Paolo Totò \| Unieuro Trevigiani-Hemus 1896 \| + 0" \| \| \| 8è \| Federico Burchio \| D'Amico UM Tools \| + 0" \| \| \| 9è \| Serguei Xílov \| Gazprom-RusVelo \| + 0" \| \| \| 10è \| Nico Selenati \| Akros-Thömus \| + 0" \| \| |                      |                               |            |
| |                      |                               |            |
| |                      |                               |            |
| Classificació de l'etapa |                      |                               |            |
| Corredor | Corredor             | Equip                         | Temps      |
| 1r | Riccardo Stacchiotti | Giotti Victoria-Palomar       | 3h 52' 54" |
| 2n | Gašper Katrašnik     | Adria Mobil                   | + 0"       |
| 3r | František Sisr       | Elkov-Author                  | + 0"       |
| 4t | Michał Paluta        | CCC Development               | + 0"       |
| 5è | Ivar Slik            | Monkey Town-À Bloc CT         | + 0"       |
| 6è | Leonardo Bonifazio   | Unieuro Trevigiani-Hemus 1896 | + 0"       |
| 7è | Paolo Totò           | Unieuro Trevigiani-Hemus 1896 | + 0"       |
| 8è | Federico Burchio     | D'Amico UM Tools              | + 0"       |
| 9è | Serguei Xílov        | Gazprom-RusVelo               | + 0"       |
| 10è | Nico Selenati        | Akros-Thömus                  | + 0"       |

## Classificació final
| \| Classificació general \| Classificació general \| Classificació general \| Classificació general \| Classificació general \| \| Corredor \| Corredor \| Equip \| Temps \| \| \| --------------------- \| --------------------- \| --------------------------- \| --------------------- \| --------------------- \| \| 1r \| Kevin Rivera Serrano \| Androni Giocattoli-Sidermec \| 17h 29' 24" \| \| \| 2n \| Daniel Muñoz \| Androni Giocattoli-Sidermec \| + 17" \| \| \| 3r \| Radoslav Rogina \| Adria Mobil \| + 39" \| \| \| 4t \| Ildar Arslànov \| Gazprom-RusVelo \| + 41" \| \| \| 5è \| Serghei Țvetcov \| Floyd's Pro Cycling \| + 42" \| \| \| 6è \| Michal Schlegel \| Elkov-Author \| + 44" \| \| \| 7è \| Pierpaolo Ficara \| Amore & Vita-Prodir \| + 50" \| \| \| 8è \| Mattia Bais \| Cycling Team Friuli \| + 1' 00" \| \| \| 9è \| Marco Tizza \| Amore & Vita-Prodir \| + 1' 01" \| \| \| 10è \| Attila Valter \| CCC Development \| + 1' 07" \| \| |                      |                             |             |
| |                      |                             |             |
| Font: ProCyclingStats |                      |                             |             |
| Classificació general |                      |                             |             |
| Corredor | Corredor             | Equip                       | Temps       |
| 1r | Kevin Rivera Serrano | Androni Giocattoli-Sidermec | 17h 29' 24" |
| 2n | Daniel Muñoz         | Androni Giocattoli-Sidermec | + 17"       |
| 3r | Radoslav Rogina      | Adria Mobil                 | + 39"       |
| 4t | Ildar Arslànov       | Gazprom-RusVelo             | + 41"       |
| 5è | Serghei Țvetcov      | Floyd's Pro Cycling         | + 42"       |
| 6è | Michal Schlegel      | Elkov-Author                | + 44"       |
| 7è | Pierpaolo Ficara     | Amore & Vita-Prodir         | + 50"       |
| 8è | Mattia Bais          | Cycling Team Friuli         | + 1' 00"    |
| 9è | Marco Tizza          | Amore & Vita-Prodir         | + 1' 01"    |
| 10è | Attila Valter        | CCC Development             | + 1' 07"    |

## Evolució de les classificacions
| Etapa                  | Vencedor               | Classificació general | Classificació de la muntanya | Classificació dels punts | Classificació dels joves | Classificació per equips    |
| ---------------------- | ---------------------- | --------------------- | ---------------------------- | ------------------------ | ------------------------ | --------------------------- |
| Pròleg                 | Ivar Slik              | Ivar Slik             | no s'entregà                 | Ivar Slik                | Antoine Aebi             | Monkey Town-A Block CT      |
| 1                      | Justin Paroz           | Justin Paroz          | Justin Paroz                 | Ivar Slik                | Joel Suter               | Akros-Thömus                |
| 2                      | Kevin Rivera           | Kevin Rivera          | Kevin Rivera                 | Ivar Slik                | Kevin Rivera             | Androni Giocattoli-Sidermec |
| 3                      | Marco Tizza            | Kevin Rivera          | Kevin Rivera                 | Kevin Rivera             | Kevin Rivera             | Androni Giocattoli-Sidermec |
| 4                      | Riccardo Stacchiotti   | Kevin Rivera          | Daniel Muñoz                 | Riccardo Stacchiotti     | Kevin Rivera             | Androni Giocattoli-Sidermec |
| Classificacions finals | Classificacions finals | Kevin Rivera          | Daniel Muñoz                 | Riccardo Stacchiotti     | Kevin Rivera             | Androni Giocattoli-Sidermec |